# Paracirrhites hemistictus
Paracirrhites hemistictus är en fiskart som först beskrevs av Günther, 1874.  Paracirrhites hemistictus ingår i släktet Paracirrhites och familjen Cirrhitidae. Inga underarter finns listade i Catalogue of Life.